# Big Windy Creek (South Fork Birch Creek)
Der Big Windy Creek ist ein 33 Kilometer langer linker Nebenfluss des South Fork Birch Creek im Interior des US-Bundesstaats Alaska.

## Verlauf
Der Big Windy Creek entspringt im Yukon-Tanana Upland, 86 km südsüdwestlich von Circle auf einer Höhe von etwa 1100 m. Er fließt anfangs 10 km nach Norden. Er nimmt einen von Westen kommenden Nebenfluss auf und wendet sich im Anschluss in Richtung Ostnordost. Bei Flusskilometer 16 trifft ein weiterer größerer Nebenfluss von Süden kommend auf den Big Windy Creek. Der Big Windy Creek mündet schließlich auf einer Höhe von 352 m in den South Fork Birch Creek, 6,5 km oberhalb dessen Mündung in den Birch Creek. Der Big Windy Creek entwässert ein 256 km² großes Areal im äußersten Süden des Schutzgebietes Steese National Conservation Area.

## Big Windy Hot Springs
Etwa 7,5 km oberhalb der Mündung befindet sich am Flusslauf die 64 ha große vom Bureau of Land Management verwaltete „Big Windy Hot Springs Research Natural Area“ (⊙). Dort gibt es heiße Quellen. Das Gebiet ist im Gegensatz zu den Circle Hot Springs und den Chena Hot Springs nicht erschlossen. Das Schutzgebiet wurde ausgewiesen aufgrund seiner wissenschaftlichen Bedeutung für die Erforschung des Klimawandels und als
wichtige Minerallecke für Karibus und Dall-Schafe.